# Equipas UCI de 2020
Na temporada de 2020 registaram-se as seguintes equipas de ciclismo nas categorias UCI WorldTeam (máxima divisão do ciclismo em estrada a nível mundial), UCI ProTeam (segunda divisão), Continental (terceira divisão) na União Ciclista Internacional:

## UCI WorldTeams (Primeira Divisão)
Para 2020 as equipas UCI WorldTeam foram 19, uma equipa mais que a edição anterior. Para esta temporada na máxima categoria mudaram de nome por rendimento de novos patrocinadores as equipas NTT Pro Cycling e o Team Bahrain McLaren. Assim mesmo, a equipa Team Katusha-Alpecin desapareceu como equipa, e em sua substituição ascenderam à máxima categoria as equipas Cofidis e Israel Start-Up Nation.
| #   | País                   | Nome                       | Código UCI |
| --- | ---------------------- | -------------------------- | ---------- |
| 1.  | França                 | AG2R La Mondiale           | ALM        |
| 2.  | Cazaquistão            | Astana Pro Team            | AST        |
| 3.  | Alemanha               | Bora-Hansgrohe             | BOH        |
| 4.  | Polónia                | CCC Team                   | CCC        |
| 5.  | França                 | Cofidis, Solutions Crédits | COF        |
| 6.  | Bélgica                | Deceuninck-Quick Step      | DQT        |
| 7.  | Estados Unidos         | EF Pro Cycling             | EF1        |
| 8.  | França                 | Groupama-FDJ               | GFC        |
| 9.  | Israel                 | Israel Start-Up Nation     | ISN        |
| 10. | Bélgica                | Lotto Soudal               | LTS        |
| 11. | Espanha                | Movistar Team              | MOV        |
| 12. | Austrália              | Mitchelton-Scott           | MTS        |
| 13. | África do Sul          | NTT Pro Cycling            | NTT        |
| 14. | Reino Unido            | Team INEOS                 | INS        |
| 15. | Bahrein                | Team Bahrain McLaren       | TBM        |
| 16. | Países Baixos          | Team Jumbo-Visma           | TJV        |
| 17. | Alemanha               | Team Sunweb                | DOM        |
| 18. | Estados Unidos         | Trek-Segafredo             | TFS        |
| 19. | Emirados Árabes Unidos | UAE Team Emirates          | UAD        |

## UCI ProTeams (Segunda Divisão)
Ver também Equipes de ciclismo UCI ProTeam
Na temporada de 2020 obtiveram a licença UCI ProTeam 19 equipas. Entraram as novas equipas Fundación-Orbea e o Uno-X Norwegian Development, todos eles ascendidos desde a categoria Continental (2 ao todo), enquanto as equipas Cofidis, Solutions Crédits e o Israel Cycling Academy ascenderam à máxima categoria UCI WorldTeam, por outro lado, as equipas que desceram à categoria Continental foram o W52-FC Porto, e o Hagens Berman Axeon; enquanto as equipas Manzana Postobón Team, Roompot-Charles, e o Euskadi Basque Country-Murias desapareceram. Assim mesmo, se produziu a mudança de nome de vários das equipas pela mudança de suas patrocinadores.
| #   | País           | Nome                             | Código UCI |
| --- | -------------- | -------------------------------- | ---------- |
| 1.  | Bélgica        | Alpecin-Fenix                    | AFC        |
| 2.  | Itália         | Androni Giocattoli-Sidermec      | ANS        |
| 3.  | França         | Arkéa Samsic                     | ARK        |
| 4.  | França         | B&B Hotels-Vital Concept p/b KTM | VCB        |
| 5.  | Itália         | Bardiani-CSF-Faizanè             | BCF        |
| 6.  | Espanha        | Burgos-BH                        | BBH        |
| 7.  | Espanha        | Caja Rural-Seguros RGA           | CJR        |
| 8.  | Bélgica        | Circus-Wanty Gobert              | CWG        |
| 9.  | Espanha        | Fundación-Orbea                  | FOR        |
| 10. | Rússia         | Gazprom-RusVelo                  | GAZ        |
| 11. | França         | Nippo Delko One Provence         | NDP        |
| 12. | Estados Unidos | Rally Cycling                    | RLY        |
| 13. | Dinamarca      | Riwal Readynez Cycling Team      | RIW        |
| 14. | Bélgica        | Sport Vlaanderen-Baloise         | SVB        |
| 15. | Estados Unidos | Team Novo Nordisk                | TNN        |
| 16. | França         | Team Total Direct Énergie        | TDE        |
| 17. | Noruega        | Uno-X Norwegian Development      | UXT        |
| 18. | Itália         | Vini Zabù-KTM                    | THR        |
| 19. | Bélgica        | Wallonie Bruxelles               | WVA        |

## Equipas continentais UCI (Terceira Divisão)

### Equipas africanas
| País          | Nome                              | Código UCI |
| ------------- | --------------------------------- | ---------- |
| Angola        | BAI Sicasal Petro de Luanda       | BSP        |
| Argélia       | Groupement Sportif des Pétroliers | GSP        |
| Marrocos      | Sidi Ali Pro Cycling Team         | SPT        |
| Ruanda        | Benediction Ignite XL             | BIX        |
| Ruanda        | SKOL Adrien Cycling Team          | SAC        |
| África do Sul | ProTouch                          | PRÓ        |

### Equipas americanas
| País           | Nome                                        | Código UCI |
| -------------- | ------------------------------------------- | ---------- |
| Argentina      | Agrupamento Virgen de Fátima-SaddleDrunk    | AVF        |
| Argentina      | Equipo Continental Municipalidad de Pocito  | EMP        |
| Argentina      | Equipo Continental San Luis                 | CSL        |
| Argentina      | Municipalidad de Rawson                     | MRW        |
| Argentina      | Sindicato de Empleados Públicos de San Juan | SEP        |
| Argentina      | Transporte Portas de Cujo                   | TPC        |
| Brasil         | São Francisco Saúde/SME Ribeirão Preto      | SFS        |
| Canadá         | DC Bank/Probaclac                           | DCP        |
| Canadá         | XSpeed United Continental                   | XSU        |
| Colômbia       | Colômbia Terra de Atletas-GW Bicicletas     | CTA        |
| Colômbia       | EPM-Scott                                   | EPM        |
| Colômbia       | Equipa Continental Orgullo Paisa            | EOP        |
| Colômbia       | Equipa Continental Supergiros               | ECS        |
| Colômbia       | Team Medellín                               | MED        |
| México         | Canel's Pro Cycling                         | CAS        |
| México         | Crisa-SEEI Pro Cycling Team                 | CRS        |
| Equador        | Best PC Equador                             | BÊS        |
| Paraguai       | Massi Vivo-Liga                             | MVC        |
| Estados Unidos | Aevolo                                      | AEV        |
| Estados Unidos | Elevate-Webiplex Pro Cycling                | ELV        |
| Estados Unidos | Hagens Berman Axeon                         | HBA        |
| Estados Unidos | Hincapie LEOMO p/b BMC                      | HLB        |
| Estados Unidos | Team Illuminate                             | ILU        |
| Estados Unidos | Team Skyline                                | TSL        |
| Estados Unidos | Wildlife Generation Pro Cycling             | WGC        |
| Venezuela      | Gios Kiwi Atlántico                         | GIO        |

### Equipas asiáticas
| País          | Nome                                         | Código UCI |
| ------------- | -------------------------------------------- | ---------- |
| Bahrein       | Bahrain Cycling Academy                      | BCA        |
| Camboja       | Cambodia Cycling Academy                     | CCA        |
| China         | China Continental Team of Gansu Bank         | GCB        |
| China         | Docs Cycling Team                            | DCS        |
| China         | Giant Cycling Team                           | MSS        |
| China         | Hengxiang Cycling Team                       | HEN        |
| China         | Jilun Cycling Team                           | JLC        |
| China         | Kunbao Sport Continental Cycling Team        | KBS        |
| China         | Ningxia Sports Lottery Continental Team      | NLC        |
| China         | Shenzhen Xidesheng Cycling Team              | XDS        |
| China         | SSOIS Miogee Cycling Team                    | SMC        |
| China         | Tianyoude Hotel Cycling Team                 | TYD        |
| China         | Wunvhu Cycling Team                          | WNH        |
| China         | Yunnan Lvshan Landscape                      | YUN        |
| Hong Kong     | HKSI Pro Cycling Team                        | HKS        |
| Indonésia     | KFC Cycling Team                             | KFC        |
| Indonésia     | PGN Road Cycling Team                        | PGN        |
| Irão          | Foolad Mobarakeh Sepahan                     | FSC        |
| Irão          | Mes Kerman Team                              | MÊS        |
| Irão          | Omidnia Mashhad Team                         | OMT        |
| Irão          | Tabriz Cycling Team                          | TCT        |
| Japão         | Aisan Racing Team                            | AIS        |
| Japão         | Kinan Cycling Team                           | KIN        |
| Japão         | Matrix-Powertag                              | MTR        |
| Japão         | Nasu Blasen                                  | NAS        |
| Japão         | Saitama DReVe                                | SDV        |
| Japão         | Shimano Racing Team                          | SMN        |
| Japão         | Team Bridgestone Cycling                     | BGT        |
| Japão         | Team Ukyo                                    | UKO        |
| Japão         | Utsonomiya Blitzen                           | BLZ        |
| Japão         | Victoire Hiroshima                           | VCH        |
| Cazaquistão   | Apple Team                                   | APL        |
| Cazaquistão   | Vino-Astana Motors                           | VAM        |
| Coreia do Sul | Gapyeong Cycling Team                        | GPC        |
| Coreia do Sul | Geumsan Insam Cello                          | GIC        |
| Coreia do Sul | KSPO Professional                            | KSP        |
| Coreia do Sul | KTX Korail Cycling Team                      | KCT        |
| Coreia do Sul | LX Cycling Team                              | LXC        |
| Coreia do Sul | Seoul Cycling Team                           | SCT        |
| Coreia do Sul | Uijeongbu Cycling Team                       | UCT        |
| Malásia       | Team Sapura Cycling                          | TSC        |
| Malásia       | Terengganu Inc-TSG Cycling Team              | TSG        |
| Filipinas     | 7Eleven Cliqq-Air 21 by Roadbike Philippines | 7RP        |
| Filipinas     | Go for Gold Philippines                      | G4G        |
| Tailândia     | Thailand Continental Cycling Team            | TCC        |

### Equipas europeias
| País          | Nome                                         | Código UCI |
| ------------- | -------------------------------------------- | ---------- |
| Áustria       | Hrinkow Advarics Cycleang                    | HAC        |
| Áustria       | Sport.land. Niederösterreich                 | CTN        |
| Áustria       | Team Felbermayr-Simplon Wels                 | RSW        |
| Áustria       | Team Vorarlberg-Santic                       | VBG        |
| Áustria       | Tirol KTM Cycling Team                       | TIR        |
| Áustria       | WSA KTM Graz                                 | WSA        |
| Bélgica       | Pauwels Sauzen-Bingoal                       | PSB        |
| Bélgica       | Tarteletto-Isorex                            | TIS        |
| Bélgica       | Telenet Baloise Lions                        | TBL        |
| Bélgica       | Wallonie-Bruxelles Development Team          | WBD        |
| Bielorrússia  | Ferei-CCN                                    | FCT        |
| Bielorrússia  | Minsk Cycling Clube                          | MCC        |
| Croácia       | Meridiana Kamen Team                         | MKT        |
| Chéquia       | AC Sparta Praha                              | ACS        |
| Chéquia       | Elkov-Kasper                                 | ELK        |
| Chéquia       | Topforex Lapierre Pro Cycling Team           | TLT        |
| Chéquia       | Tufo-Pardus Prostějov                        | SKC        |
| Dinamarca     | BHS-PL Beton Bornholm                        | BPC        |
| Dinamarca     | Team ColoQuick                               | TCQ        |
| Espanha       | Equipo Kern Pharma                           | EKP        |
| Espanha       | Kometa-Xstra Cycling Team                    | KTX        |
| Estónia       | Tartu 2024 Balticchaincycling.com            | TBC        |
| França        | Groupama-FDJ Continental                     | CGF        |
| França        | Natura4Ever-Roubaix Lille Métropole          | NRL        |
| França        | Saint Michel-Auber93                         | AUB        |
| Reino Unido   | Canyon dhb p/b Soreen                        | DHB        |
| Reino Unido   | Ribble Weldtite Pro Cycling                  | RWC        |
| Reino Unido   | SwiftCarbon Pro Cycling                      | SCB        |
| Reino Unido   | Vitus Pro Cycling p/b Brother UK             | VIT        |
| Alemanha      | Bike Aid                                     | BAI        |
| Alemanha      | Development Team Sunweb                      | DSU        |
| Alemanha      | LKT Team Brandenburg                         | LKT        |
| Alemanha      | Maloja Pushbikers                            | PBS        |
| Alemanha      | P&S Metalltechnik                            | PUS        |
| Alemanha      | Rad-Net Rose Team                            | RNR        |
| Alemanha      | Team Dauner-Akkon                            | TDA        |
| Alemanha      | Team Lotto-Kern Haus                         | LKH        |
| Alemanha      | Team SKS Sauerland NRW                       | SVL        |
| Irlanda       | EvoPro Racing                                | EVO        |
| Israel        | Israel Cycling Academy                       | ISA        |
| Itália        | Beltrami TSA Marchiol                        | BTM        |
| Itália        | Biesse Arvedi                                | BIA        |
| Itália        | Casillo-Petroli Firenze-Hopplà               | CPH        |
| Itália        | Cycling Team Friuli ASD                      | CTF        |
| Itália        | D'Amico UM Tools                             | AZT        |
| Itália        | Geral Store-essegibi-f.lli Curia             | GEF        |
| Itália        | Iseo Serrature-Rime-Carnovali                | IRC        |
| Itália        | NTT Continental Cycling Team                 | NPC        |
| Itália        | Sangemini Trevigiani MG.K Vis                | SAT        |
| Itália        | Team Colpack Ballan                          | CPK        |
| Itália        | Work Service Dynatek Vega                    | IWD        |
| Letônia       | Amore & Vita-Prodir                          | AMO        |
| Luxemburgo    | Leopard Pro Cycling                          | LPC        |
| Países Baixos | À BLOC CT                                    | ABC        |
| Países Baixos | BEAT Cycling Clube                           | BRT        |
| Países Baixos | Jumbo-Visma Development Team                 | JVD        |
| Países Baixos | Metec-TKH Continental Cyclingteam p/b Mantel | MET        |
| Países Baixos | SEG Racing Academy                           | SEG        |
| Países Baixos | Vlasman Cycling Team                         | VLA        |
| Países Baixos | VolkerWessels-Merckx Cycling Team            | VWM        |
| Noruega       | Joker Fuel of Norway                         | JFN        |
| Noruega       | Team Coop                                    | TCO        |
| Polónia       | CCC Development Team                         | CDT        |
| Polónia       | Mazowsze Serce Polski                        | MSP        |
| Polónia       | Voster ATS Team                              | VOS        |
| Polónia       | Wibatech Merx                                | WIB        |
| Portugal      | Atum Geral-Tavira-Maria Nova Hotel           | ATM        |
| Portugal      | Aviludo-Louletano                            | AVL        |
| Portugal      | Efapel                                       | EFP        |
| Portugal      | Feirense                                     | CDF        |
| Portugal      | Kelly-InOutbuild-UDO                         | KIU        |
| Portugal      | La Alumínios-La Sport                        | LAA        |
| Portugal      | Miranda-Mortágua                             | MIR        |
| Portugal      | Rádio Popular-Boavista                       | RPB        |
| Portugal      | W52-FC Porto                                 | W52        |
| Roménia       | Giotti Victoria                              | GTV        |
| Roménia       | Team Novak                                   | TNV        |
| Rússia        | Lokosphinx                                   | LOK        |
| Eslovênia     | Adria Mobil                                  | ADR        |
| Eslovênia     | Ljubljana Gusto Santic                       | LGS        |
| Suíça         | AKROS-Excelsior-Thömus                       | AET        |
| Suíça         | Swiss Racing Academy                         | SRA        |
| Eslováquia    | Dukla Banská Bystrica                        | DKB        |
| Suécia        | Memil Pro Cycling                            | MPC        |
| Turquia       | Salcano Sakarya BB Team                      | SBB        |
| Turquia       | Spor Toto Cycling Team                       | STC        |

### Equipas oceânicas
| País          | Nome                               | Código UCI |
| ------------- | ---------------------------------- | ---------- |
| Austrália     | ARA Pro Racing Sunshine Coast      | ACA        |
| Austrália     | Nero Continental                   | NER        |
| Austrália     | Oliver's Real Food Racing          | OLI        |
| Austrália     | St George Continental Cycling Team | STG        |
| Austrália     | Team BridgeLane                    | BLN        |
| Guam          | EuroCyclingTrips-CMI Pro Cycling   | CMI        |
| Nova Zelândia | Black Spoke Pro Cycling Academy    | BSC        |